# دارافشان (بخش مرکزی فلاورجان)
دارافشان یک روستا در ایران است که در بخش مرکزی شهرستان فلاورجان در استان اصفهان واقع شده‌است. دارافشان ۱٬۰۰۶ نفر جمعیت دارد.

## جمعیت
این روستا در دهستان گلستان قرار دارد و براساس سرشماری مرکز آمار ایران در سال ۱۳۸۵، جمعیت آن ۱۰۰۶ نفر (۲۶۰ خانوار) بوده‌است.